# Parafia bł. Wincentego Kadłubka w Domaszowicach
Parafia błogosławionego Wincentego Kadłubka w Domaszowicach – parafia rzymskokatolicka, znajdująca się w diecezji kieleckiej, w dekanacie masłowskim.

## Galeria zdjęć

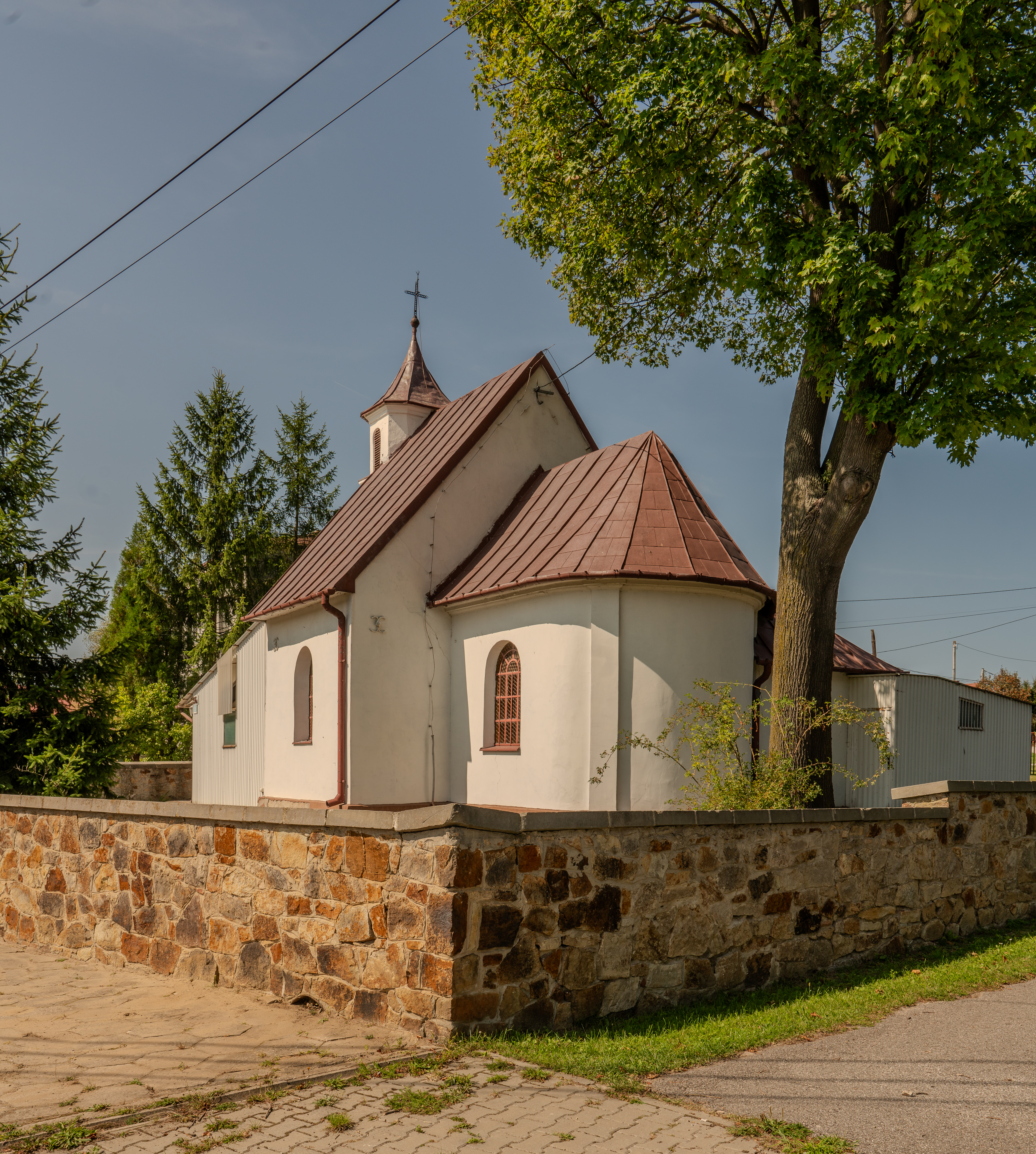
Kaplica